# Hydro (Oklahoma)
Pour les articles homonymes, voir Hydro.
Hydo est une ville située dans le comté de Caddo et le comté de Blaine dans l'état d'Oklahoma aux États-Unis.
Sa population était de 969 habitants en 2010.
Hydro est situé sur le parcours de l'ancienne U.S. Route 66. On y trouve une station d'essence typique, Lucille's, nommée d'après sa propriétaire qui a tenu la boutique pendant 59 ans, surnommée « Mother of the Mother Road ».